# Lee Jae-sung (Fußballspieler, 1988)
Lee Jae-sung (kor. 이재성; * 5. Juli 1988) ist ein südkoreanischer Fußballspieler.

## Karriere

### Verein
Lee Jae-sung erlernte das Fußballspielen in der Jugendmannschaft des FC Seoul sowie in der Universitätsmannschaft der Korea University. Seinen ersten Vertrag unterschrieb er 2009 bei den Suwon Samsung Bluewings. Das Fußballfranchise aus der südkoreanischen Stadt Suwon spielte in der ersten Liga des Landes, der K League 1. In seinem ersten Profijahr gewann er 2009 mit dem Verein den Korean FA Cup. Das Endspiel gegen den Seongnam FC gewann man im Elfmeterschießen. 2010 wurde er an den Ligakonkurrenten Ulsan Hyundai nach Ulsan ausgeliehen. Nach Ende der Ausleihe wurde er von Ulsan fest verpflichtet. 2011 feierte er mit Ulsan die Meisterschaft. Im darauffolgenden Jahr gewann er mit Ulsan die AFC Champions League. Von 2013 bis 2014 spielte er beim Sangju Sangmu FC in Sangju. Zu den Spielern des Vereins zählen südkoreanische Profifußballer, die ihren zweijährigen Militärdienst ableisten. Anfang 2017 verpflichtete ihn der Erstligist Jeonbuk Hyundai Motors. 2017 und 2018 wurde er mit dem Verein aus Jeonju Meister des Landes. 2019 unterschrieb er einen Vertrag beim ebenfalls in der ersten Liga spielenden Incheon United in Incheon. Ende Dezember 2020 ging er nach Thailand, wo er einen Vertrag bei Ratchaburi Mitr Phol unterschrieb. Der Verein aus Ratchaburi spielte in der ersten Liga, der Thai League. Nach neun Erstligaspielen wurde sein Vertrag im Juni 2021 aufgelöst. Anfang Juli 2021 kehrte er in seine Heimat zurück. Hier unterschrieb er einen Vertrag beim Suwon FC. Dieser wurde jedoch nach einem Monat wieder aufgelöst. Von August 2021 bis Ende Februar 2022 war er vertrags- und vereinslos. Ende Februar 2022 verpflichtete ihn der südkoreanische Zweitligist Chungnam Asan FC. Für das Fußballfranchise aus Asan bestritt er 20 Zweitligaspiele. Bei dem Zweitligisten stand er bis Anfang 2023 unter Vertrag. Zu Beginn der Saison 2023 verpflichtete ihn der Suwon FC. Nach einem halben Jahr, in dem er sieben Ligaspiele bestritt, kehrte er im Juli 2023 zu Chungnam Asan FC zurück. Hier bestritt er bis Jahresende sieben Ligaspiele. Im Januar 2024 ging er wieder nach Thailand, wo ihn der Erstligist Muangthong United unter Vertrag nahm. Mit Muangthong stand er am 16. Juni 2024 im Finale des Thai League Cup. Hier verlor man mit 1:0 gegen den Erstligisten BG Pathum United FC.

### Nationalmannschaft
Lee Jae-sung spielte 2011 einmal in der südkoreanischen Nationalmannschaft. Hier kam er am 10. August 2011 in einen Freundschaftsspiel gegen Japan zum Einsatz. Bei der 3:0-Niederlage im Sapporo Dome in Sapporo stand er in der Startelf und spielte die kompletten 90 Minuten.

## Erfolge
Suwon Samsung Bluewings
- Südkoreanischer-FA-Cup-Sieger: 2009

Ulsan Hyundai
- Südkoreanischer Meister: 2011
- AFC-Champions-League-Sieger: 2012

Jeonbuk Hyundai Motors
- Südkoreanischer Meister: 2017, 2018

Muangthong United
- Thailändischer Ligapokalfinalist: 2023/24